# 瓦爾迪瓦紡錘魷
瓦爾迪瓦紡錘魷（学名：Liocranchia valdiviae）为小頭魷科紡錘魷屬下的一个种。